# Asthenes luizae
Az Asthenes  luizae a madarak (Aves) osztályának verébalakúak (Passeriformes) rendjébe és a fazekasmadár-félék (Furnariidae) családjába tartozó faj.

## Rendszerezése
A fajt Jacques Vielliard francia ornitológus írta le 1990-ben. Egyes szervezetek a Siptornoides nembe sorolják Siptornoides luizae néven, az áthelyezés még nem terjedt el igazán.

## Előfordulása
Brazília délkeleti részén honos. Természetes élőhelyei a szubtrópusi és trópusi magaslati cserjések és legelők. Állandó, nem vonuló faj.

## Megjelenése
Testhossza 17 centiméter.

## Életmódja
Ízeltlábúakkal táplálkozik.

## Természetvédelmi helyzete
Az elterjedési területe kicsi, egyedszáma pedig csökken. A mezőgazdaság és az idegen fajok veszélyeztetik. A Természetvédelmi Világszövetség Vörös listáján mérsékelten fenyegetett fajként szerepel.